# Stade nabeulien (rugby à XV)
 (novembre 2024).
Si vous disposez d'ouvrages ou d'articles de référence ou si vous connaissez des sites web de qualité traitant du thème abordé ici, merci de compléter l'article en donnant les références utiles à sa vérifiabilité et en les liant à la section « Notes et références ».
Le Stade nabeulien est un club tunisien de rugby à XV basé à Nabeul.

## Historique
Le président fondateur de la section est le docteur Riadh Chelly, qui assure également la présidence de la Fédération tunisienne de rugby à XV. Le club est présidé en 2020 par le député Marouan Felfel et la section de rugby est dirigée par Walid Ben Amor.
À partir de 1988 et jusqu'en 2010, le Stade nabeulien devint l'équipe la plus titrée dans l'histoire du rugby tunisien avec quinze titres de champion national et onze trophées de la coupe de Tunisie.

## Palmarès
- Championnat de Tunisie de rugby à XV (17) :
  - Champion : 1988, 1991, 1993, 1994, 1996, 1997, 1998, 1999, 2002, 2003, 2004, 2005, 2008, 2009, 2010, 2021[2], 2023
- Coupe de Tunisie de rugby à XV (13) :
  - Vainqueur : 1984, 1991, 1992, 1994, 1997, 2001, 2003, 2005, 2006, 2008, 2009, 2022, 2023